# توکلوجاک (امیرداغ)
توکلوجاک (به ترکی استانبولی: Toklucak) یک منطقهٔ مسکونی در ترکیه است که در امیرداغ واقع شده‌است.